# Economia de Gibraltar
Malgrat ser part de la Unió Europea, Gibraltar té una jurisdicció legal i un sistema tributari separat del Regne Unit. A causa de la manca de terreny obert en la península, Gibraltar no té agricultura. Hi ha una petita quantitat d'indústria lleugera (begudes) però les fonts d'ingressos principals són el transport marítim, el turisme (més de set milions de turistes visiten Gibraltar cada any) i les activitats financeres.
En els últims anys s'ha produït una expansió significativa de les instal·lacions hoteleres i de les facilitats de bany per a estimular el turisme. Les instal·lacions portuàries ocupen la major part de la riba occidental del territori, així com una porció de terra guanyada al mar en la badia d'Algesires.
L'exempció d'impostos amb la qual gaudeix Gibraltar ha provocat que multitud d'empreses del joc virtual estableixin les seves seus fiscals en aquest territori, convertint-lo en un dels llocs amb major nombre d'aquest tipus de companyies del món. Fins a 15 casinos virtuals operaven des de Gibraltar a principis de 2006. Es tracta d'empreses amb ingressos multimilionaris d'èxit mundial, com les filials de Betandwin.com, que també posseeixen la seva seu aquí.

## Centre financer

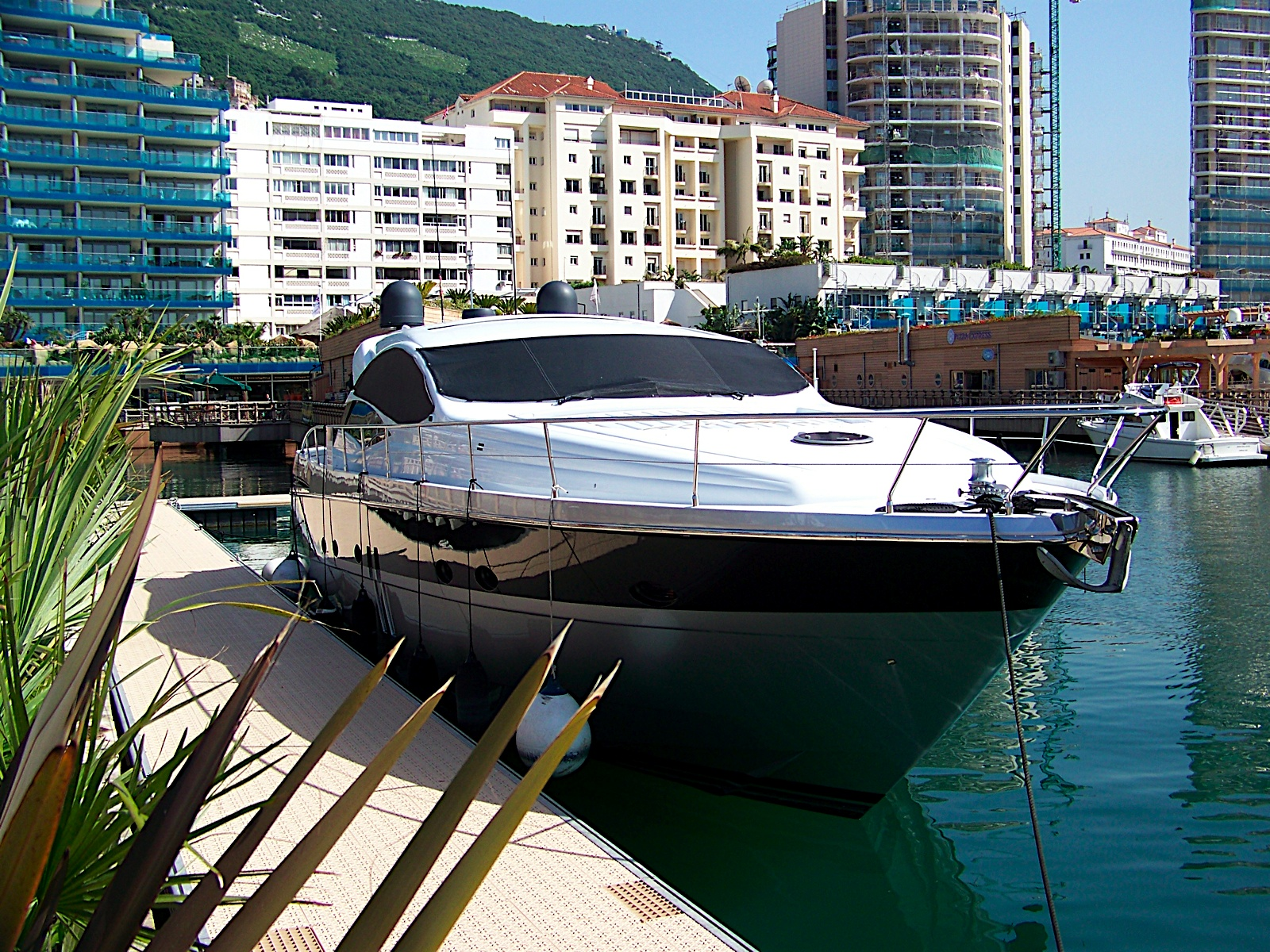
Ocean Village Marina, un exclusiu districte residencial.

Va ser sobretot després de l'elecció de Joe Bossano el 1988, quan Gibraltar, emparada en la seva condició de territori de la Comunitat Europea, al tant que eximeix de l'IVA i al marge de la unió duanera, va desenvolupar una legislació fiscal que la va convertir en un actiu centre financer off-shore, considerat un paradís fiscal a causa de les seves avantatjoses condicions fiscals. Es van definir així dos tipus de companyies: les exemptes (exempt companies) i les qualificades (qualifying companies), que, residents a Gibraltar, no tenen activitat econòmica ni comercial al territori. Aquestes companyies paguen un impost anual no superior a 300 lliures esterlines i paguen un impost sobre beneficis testimonial (2% en el cas de les companyies qualificades; gens si es tracta d'exemptes). Addicionalment, no existeix cap mena de control de canvis per a les persones físiques o jurídiques residents a Gibraltar. Al setembre de 2004, Gibraltar tenia 28.000 companyies en el seu registre (pràcticament una societat registrada per habitant), de les quals 8.500 eren impositivament lliures. Gibraltar ha desenvolupat uns estrictes codis bancaris i financers.
El règim fiscal gibraltareny va portar al fet que l'OCDE inclogués al territori en la llista de paradisos fiscals al juny de 2000. El govern gibraltareny es va comprometre el 2002 a millorar la transparència dels seus sistemes reguladors i fiscals i establir un intercanvi efectiu d'informació en matèria fiscal amb altres membres de l'OCDE, de manera que no va ser inclosa en la llista de paradisos fiscals no cooperadors. Les autoritats gibraltarenyes sostenen que, malgrat l'avantatjós règim fiscal del que gaudeixen les societats exemptes, el rigor dels controls aplicats impedeix la utilització de la plaça com a centre de blanqueig de diners, la qual cosa ha estat recolzat per informes d'organismes com l'FMI.
El 18 de febrer de 2005, el govern britànic va acceptar la recomanació de la Comissaria de la Competència d'abolir per a finals de 2010 el règim fiscal exempt gibraltareny.
Al desembre de 2008, el Tribunal de Primera Instància de la Unió Europea va anul·lar la decisió de la Comissió Europea de considerar l'impost de societats de Gibraltar, reformat el 2002 i inferior al del Regne Unit, com a ajuda d'Estat o competència deslleial, i va reconèixer el dret de Gibraltar a tenir un règim fiscal propi.